# André Salles

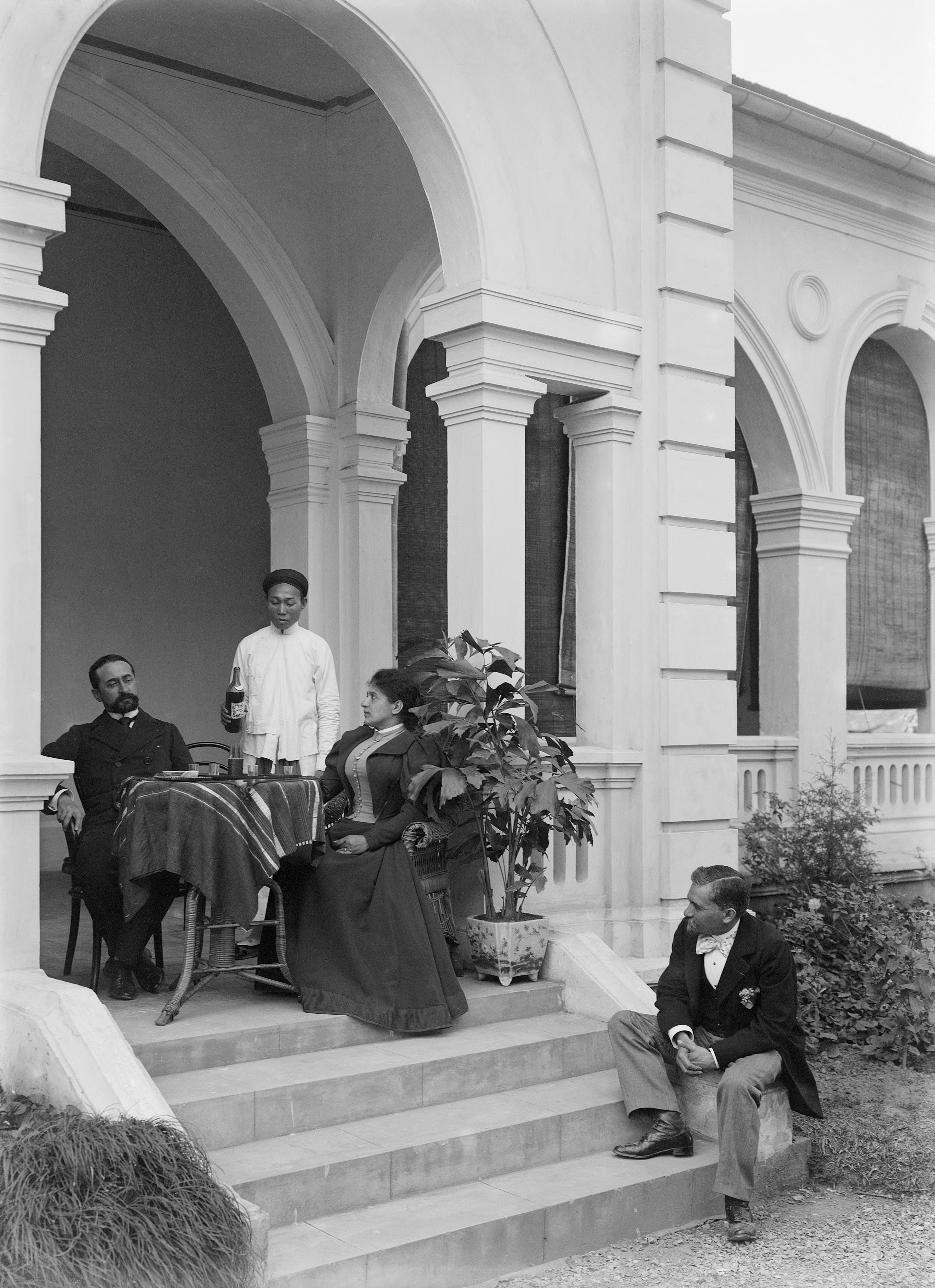
Firmin-André Salles, Tonkin. Hanoï. Une habitation française

Firmin André Salles (Tarbes, 5 septembre 1860 - Paris 7e, 2 février 1929) est un photographe et explorateur français.

## Biographie
Commissaire de la Marine, il participe en 1884 aux opérations de l'amiral Courbet à Formose et aux îles Pescadores. Inspecteur des colonies, il parcourt et photographie de 1896 à 1898 toute l'Indochine française sauf le Laos, ce qui signe le début du reportage photographique colonial. 
Salles laisse ainsi de nombreuses photographies de monuments et de paysages mais aussi des peuples et de leur vie quotidienne. Numa Broc écrit à ce sujet : « Au total, A. Salles nous a laissé plusieurs centaines de plaques négatives, d'une exceptionnelle valeur documentaire, précieusement conservées aujourd'hui par la Société de géographie de Paris ». 
Membre de la Société de géographie de Paris et de l'Académie des sciences coloniales, Salles au lendemain de la Première Guerre mondiale a concentré ses travaux sur l'archéologie et l'histoire des pays d'Extrême-Orient. 
Il est fait chevalier (13 juillet 1895) puis officier de la Légion d'honneur le 22 juillet 1906.

## Publications
- A bord de l'Éclaireur en escadre de l'Extrême-Orient, Annales C.A.F., 1885, p. 298-335
- Jean-Baptiste Chaigneau et sa famille, Bulletin des Amis du Vieux Hué, janvier-mars 1923 (réédition : Rennes : les Portes du large ; Biscarosse : Nouvelle association des amis du Vieux Hué, DL 2006)